# Hexatoma pterotricha
Hexatoma pterotricha är en tvåvingeart som beskrevs av Alexander 1940. Hexatoma pterotricha ingår i släktet Hexatoma och familjen småharkrankar. Inga underarter finns listade i Catalogue of Life.